# Декрукс
Декрукс (Дельта Южного Креста; δ Cru / δ Crucis) — звезда-субгигант спектрального класса B2IV в созвездии Южного Креста. Собственное имя Декрукс составлено из обозначения Байера δ и латинского названия созвездия Crux. Звезда удалена от Земли на 360 световых лет.              

## Интернет-ссылки
- ДЕЛЬТА ЮЖНОГО КРЕСТА